# Temesvári Hírlap
A Temesvári Hírlap 1903 novembere és 1939 októbere között megjelent római katolikus napilap volt Temesvár székhellyel. (Vasárnap és ünnepnap kivételével, valamint 1919-ben rendszertelenül jelent meg).
Majd négy évtizeden keresztül a bánsági térség jeles politikai, gazdasági és művelődési orgánuma volt. Napjainkban a Nyugati Jelen vallja méltó elődjének, a Temesvári Hírlap első megjelenésének centenáriuma alkalmából centenáriumi különkiadást adtak közre.

## Szerkesztői, kiadói
- Vuchetich Endre főszerkesztő
- Bíró Pál felelős szerkesztő és kiadó
- Pogány Mihály felelős szerkesztő és kiadó
- Ligeti Sámuel felelős szerkesztő, majd szerkesztő
- Kubán Endre szerkesztő
- Kostyala Árpád szerkesztő az 1920-as évek közepétől 1930-as évek elejéig
- Lapkiadó és tulajdonos: Pogány Mihály után özv. Pogány Mihályné.
- Nyomda: Csanád egyházmegye könyvnyomda; 1913: Hunyadi nyomda.

## Munkatársak
- Asztalos Sándor
- Gárdonyi István
- Gokler Gyula belső munkatárs
- Kovács Katona Jenő
- Kozmuth Artúr
- Márki Ferenc
- Orich Viktor
- Osztie Andor
- Sas Jolán
- Somló Erzsi
- Stitzl József
- Szabó Mózes
- Szirmai László belső munkatárs
- Uhlyárik Béla
- Zöld Mihály
- Zöld Zoltán

## Később
Utódjának tekinthető a Timisoarai Hírlap – Gazeta Timisoarei, és 1938:20. sz.: Timisoarai-Temesvári Hírlap, de ezek már nem voltak római katolikus lapok.